# 1-я сапёрная армия (СССР)
1-я сапёрная армия — армия сапёров в Вооружённых Силах СССР, во время Великой Отечественной войны.
Сокращённое наименование — 1 СА.

## Формирование
Объединение сформировано в декабре 1941 года на Западном фронте в составе десяти отдельных сапёрных бригад (с 31-й по 40-ю). 1 СА использовалась главным образом для обслуживания тыловых коммуникаций фронта.
Приказом Народного Комиссара Обороны Союза ССР № 050, от 19 декабря 1941 года, было решено организовать издание газет сапёрных армий с периодичностью выпуска два раза в неделю тиражом 10 000 экземпляров каждая. Газете 1 СА присвоили название — «Сын Отечества».
С февраля 1942 года (без 35-й сапёрной бригады, переданной Северо-Западному фронту) восстанавливала Можайскую линию обороны.
Бригады 1-й сапёрной армии широко использовались на дорожно-мостовых работах. Строились ледовые и мостовые переправы через канал Москва — Волга, реки Москва, Истра, Ока, Угра, Нара, Руза. Большой объём работ выполнили строители по приведению в порядок дорог, ставших труднопроходимыми в связи с обильными снегопадами. Кроме того, в тылу Западного фронта формирование готовило рубеж по линии Мосальск — Сухиничи — Белёв.
В сентябре 1942 года управление армии было преобразовано в 33-е управление оборонительного строительства. 31-я, 32-я, 34-я, 36-я бригады передали в подчинение непосредственно фронту; 33-я и 37-я — переформированы в специализированные соединения, остальные — расформированы.

## Боевой состав
- 31-я отдельная сапёрная бригада
- 32-я отдельная сапёрная бригада
- 33-я отдельная сапёрная бригада
- 34-я отдельная сапёрная бригада
- 35-я отдельная сапёрная бригада
- 36-я отдельная сапёрная бригада
- 37-я отдельная сапёрная бригада
- 38-я отдельная сапёрная бригада
- 39-я отдельная сапёрная бригада
- 40-я отдельная сапёрная бригада

## Командование

### Командование
- генерал-майор инженерных войск М. П. Воробьёв (24 декабря 1941 г. — 21 февраля 1942 г.)
- полковник В. В. Косарев (март 1942 г. — 26 мая 1942 г.)
- генерал-майор инженерных войск Н. П. Баранов (26 мая 1942 г. — 31 августа 1942 г.)

### Член Военного совета
- ЛАХТАРИН Прокофий Маркович (17.11.41 г. – 9.9.42 )